# Maria S. Merian (Schiff)
Die Maria S. Merian ist ein in Rostock beheimatetes Forschungsschiff im Eigentum des Landes Mecklenburg-Vorpommern, das von der Leitstelle Deutsche Forschungsschiffe an der Universität Hamburg betreut wird. Das Schiff wurde nach der Naturforscherin Maria Sibylla Merian benannt. Es zählt hinsichtlich seiner Größe zu den mittelgroßen Forschungsschiffen, von denen die deutsche Forschungsschiffsflotte derzeit über vier Stück verfügt, und ist hinsichtlich seines Einsatzzwecks vorrangig als Eisrandforschungsschiff vorgesehen. Die Bereederung erfolgt durch die Leeraner Reederei Briese Schiffahrt. Neben der Polarstern ist sie das einzige deutsche Forschungsschiff, das im Eis operieren kann. Die Deutsche Forschungsgemeinschaft fördert die Maria S. Merian als Hilfseinrichtung der Forschung.

## Technische Daten und Nutzung

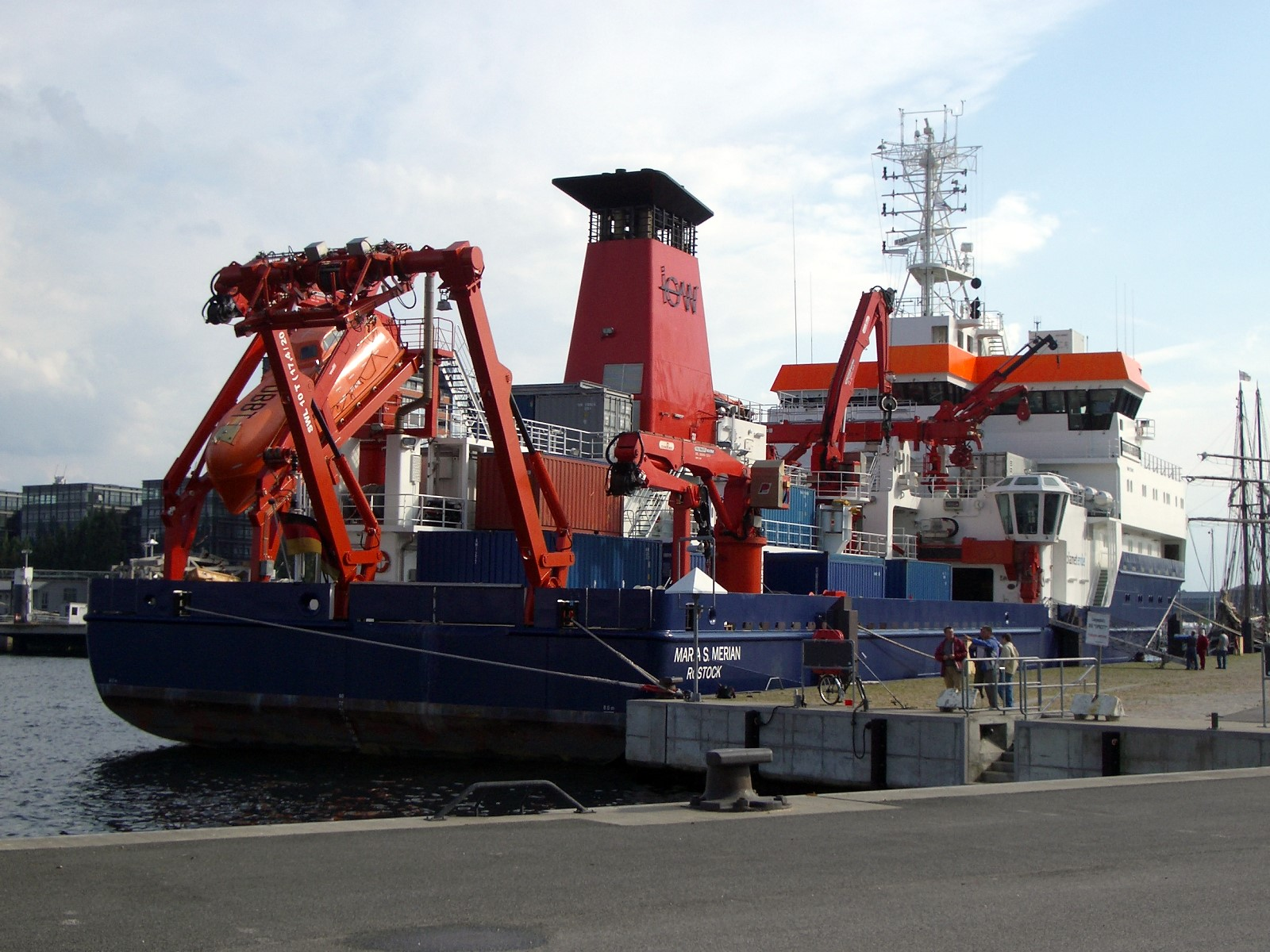
Heck der Maria S. Merian

Das Schiff ist knapp 94,80 Meter lang, 19,20 Meter breit und hat einen Tiefgang von 6,50 bis maximal 7,00 Metern und ist mit BRZ 5.573 vermessen. Das Leergewicht beträgt 4493 Tonnen. Die Höchstgeschwindigkeit beträgt 15 Knoten, die Standzeit auf See 35 Tage und die Reichweite maximal 7500 Seemeilen. Das Schiff verfügt bereits in der Grundausstattung über eine Reihe von Laboren für verschiedene Fachgebiete, eine Zuladung von maximal 150 Tonnen zusätzlichen wissenschaftlichen Materials ist möglich. Der Antrieb erfolgt über zwei schwenkbare Pod-Antriebe und einen Pumpjet, die eine sehr gute Manövrierfähigkeit und die Möglichkeit, eine Position mittels DP (Dynamic positioning) exakt zu halten, sicherstellen. Das Schiff kann für 48 Stunden abwasserfrei betrieben werden (Clean-ship-Modus), um empfindliche Biotope zu schützen. Alle anfallenden Abwässer werden in Sammeltanks geleitet, in der biologisch-mechanischen Bordkläranlage zu sterilem Brauchwasser verarbeitet und erst dann abgegeben. Durch den ausschließlichen Betrieb der Motoren mit Gasöl und die moderne Einspritzanlage ist das Abgas nahezu rußfrei. Alle diese und weitere Maßnahmen haben dazu geführt, dass das Schiff den Blauen Engel führen darf, es ist im Schiffsbetrieb also besonders umweltfreundlich. Das Schiff ist als Polar Class 7 zertifiziert und kann damit in mittlerem Eis (bis 80 cm) operieren.

## Maschinenanlage
Das Schiff verfügt über zwei voneinander unabhängige Maschinenräume mit allen Einrichtungen, um bei Ausfall einer Maschinenanlage weiter manövrierfähig zu bleiben. Der Antrieb erfolgt dieselelektrisch durch zwei Schottel-POD-Antriebe mit je 1900 kW und einen Schottel-Pumpjet mit 1600 kW Leistung. Der Antriebsstrom wird von vier MAN-Dieselgeneratoren mit zweimal 1500 kW und zweimal 1100 kW Leistung erzeugt. Als Notstromaggregat steht ein 250-kW-Dieselgenerator zur Verfügung.

## Nutzer

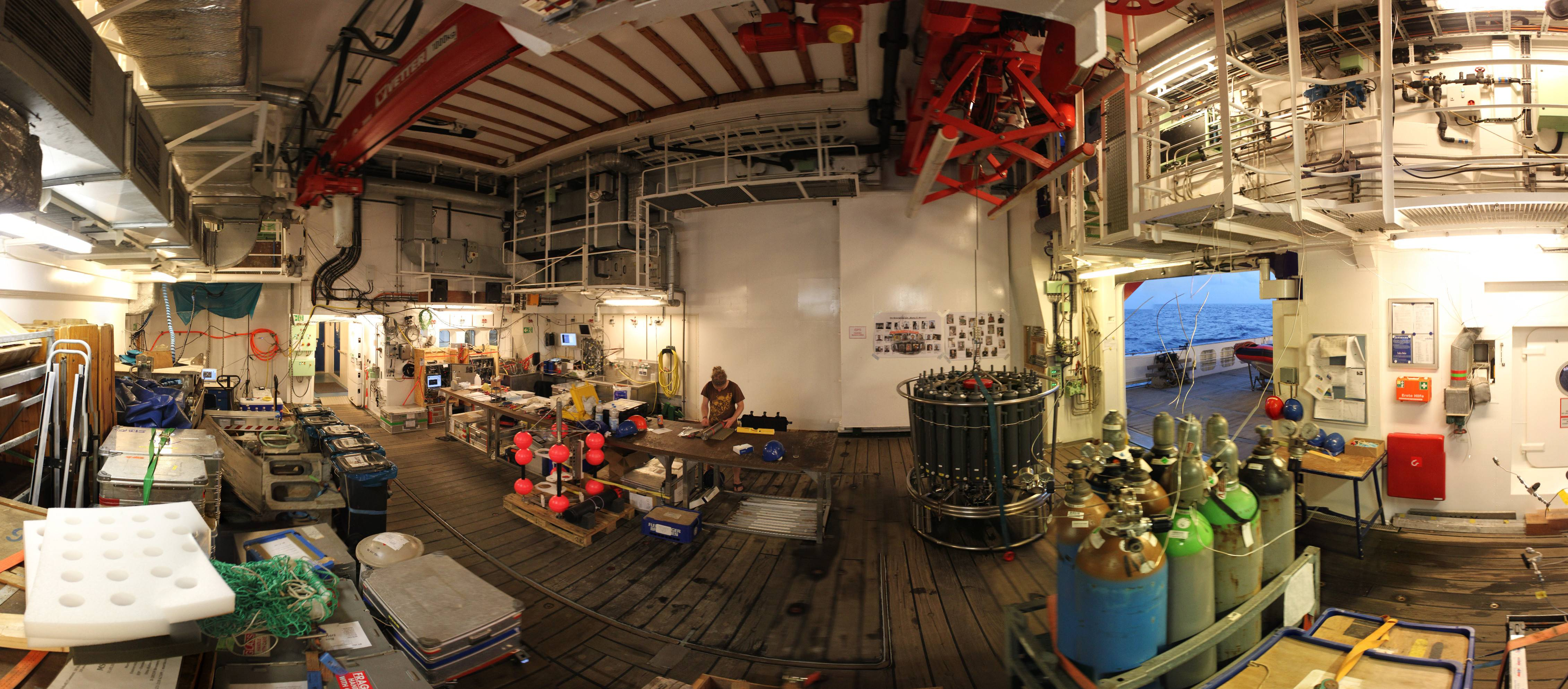
Der Hangar der Maria S. Merian

Zu den Nutzergruppen des Schiffes gehören neben dem Institut in Warnemünde eine Reihe weiterer Institutionen und Universitäten in Norddeutschland, vor allem das Alfred-Wegener-Institut für Polar- und Meeresforschung in Bremerhaven, das GEOMAR Helmholtz-Zentrum für Ozeanforschung Kiel, das Helmholtz-Zentrum Geesthacht (HZG) in Geesthacht, das Marum – Zentrum für Marine Umweltwissenschaften der Universität Bremen und das Max-Planck-Institut für marine Mikrobiologie in Bremen. Es können 23 Wissenschaftler und 23 Mann Besatzung aufgenommen werden. Auf Forschungsfahrten außerhalb des Bereichs von Seenotrettungs-Hubschraubern fährt anstelle des 23. Wissenschaftlers ein Schiffsarzt mit. Ausgerüstet ist das Schiff für Forschungsarbeiten in der Arktis, für Beobachtungen des Golfstromes und der Ozeane (deren Interaktion mit dem globalen Klima) und für Untersuchungen des Meeresbodens bis 10.000 Meter Wassertiefe. Koordiniert werden die Reisen durch die Leitstelle Meteor/Merian am Institut für Meereskunde (IfM) der Universität Hamburg.

## Geschichte

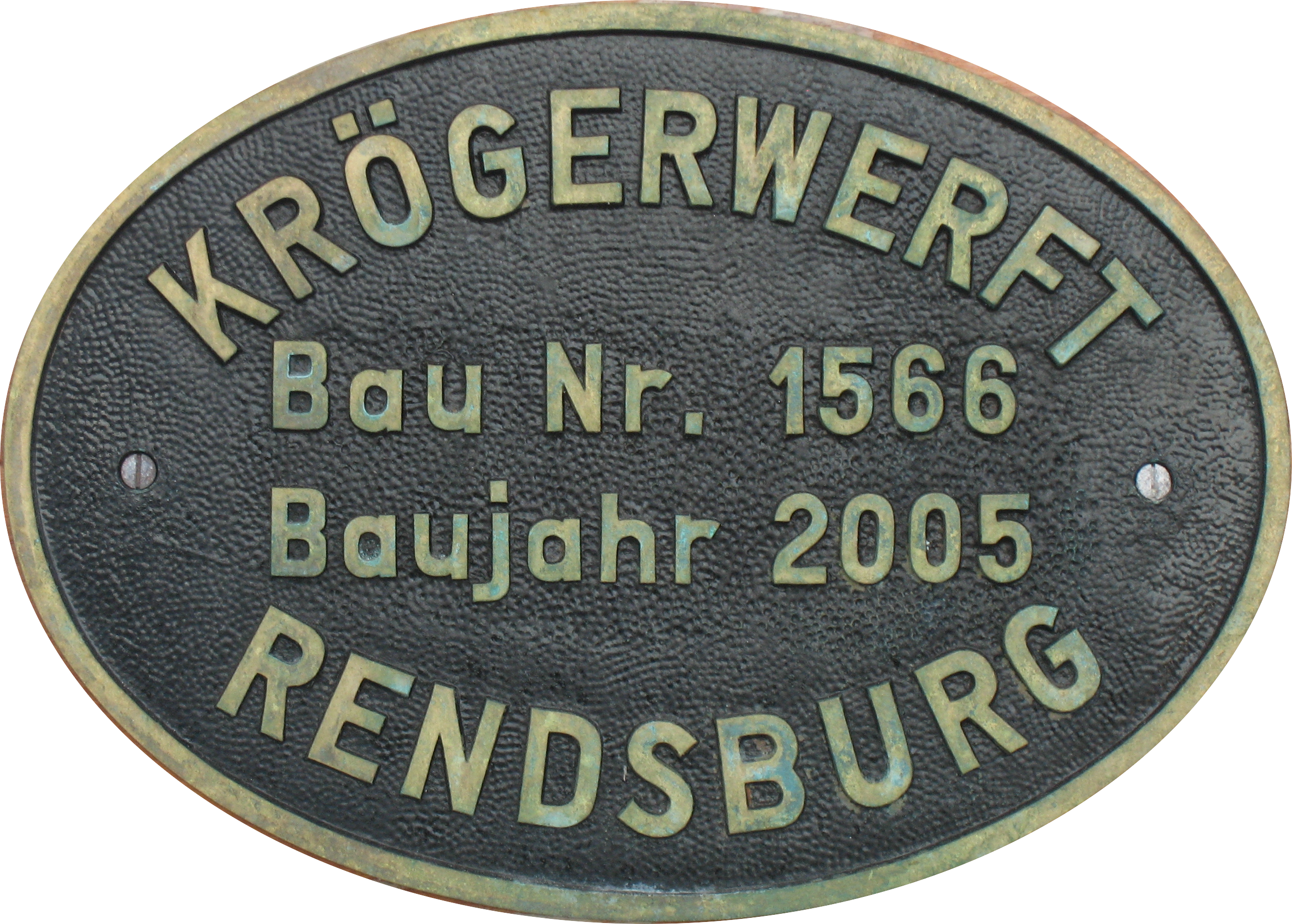
Baunummernschild der Maria S. Merian

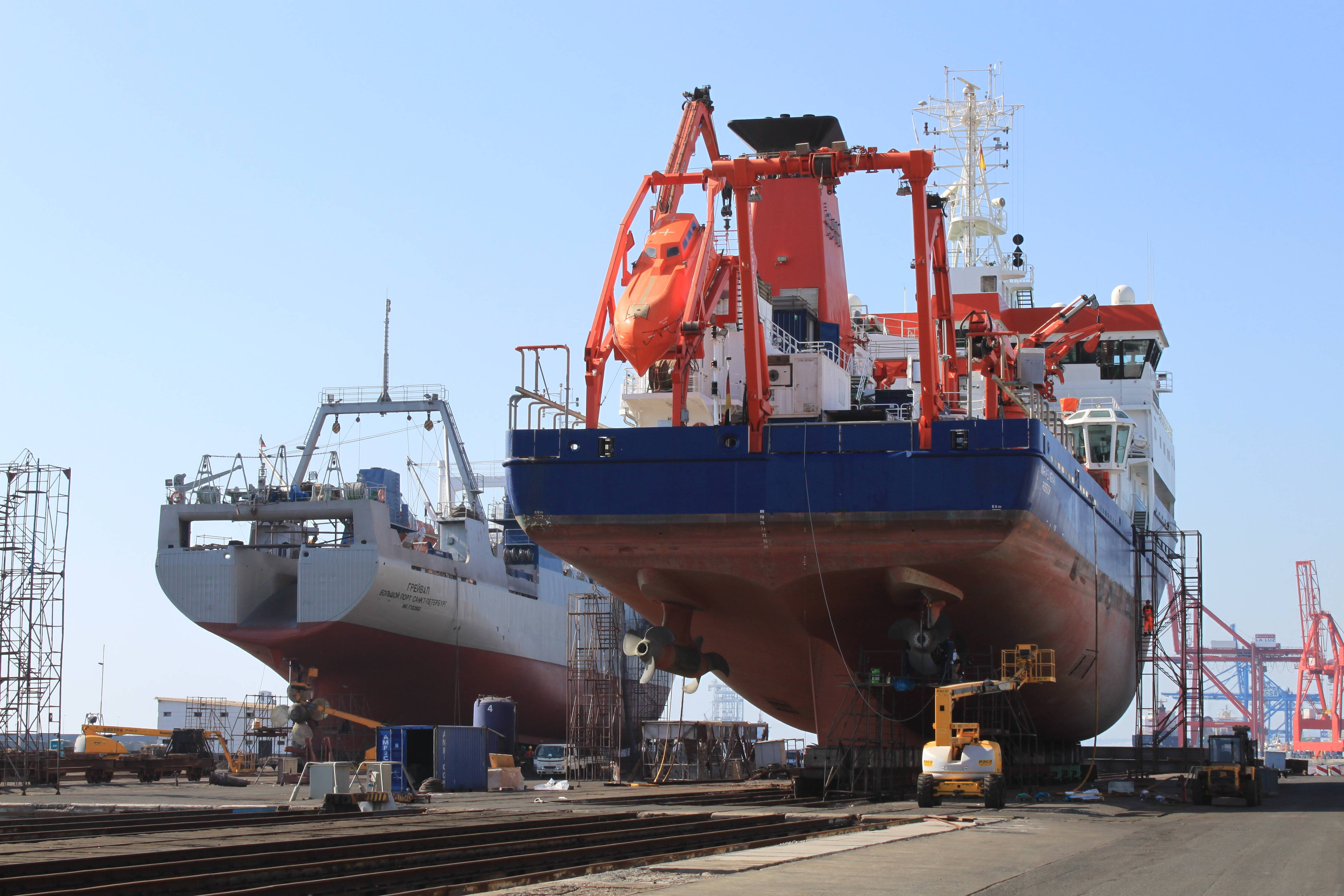
Die Maria S. Merian in der Werft in Las Palmas, Gran Canaria, Spanien.

Die Maria S. Merian war nach 12-jähriger Pause das erste neu gebaute Forschungsschiff Deutschlands. Die Kosten von circa 56,4 Millionen Euro wurden zu drei Vierteln durch den Bund getragen. Ein Anteil von 12,5 Prozent wurde vom Land Mecklenburg-Vorpommern übernommen, die Länder Hamburg, Schleswig-Holstein und Bremen teilen sich die verbleibenden 12,5 Prozent zu gleichen Teilen. Das Land Mecklenburg-Vorpommern ist Eigentümer des Schiffes, das unter deutscher Flagge fährt. Der Bau der Maria S. Merian war Teil einer Erneuerung der deutschen Forschungsschiffsflotte, da von den derzeit vorhandenen mittelgroßen Forschungsschiffen zwei aufgrund ihres Alters in naher Zukunft außer Dienst gestellt werden sollen. Dies betrifft die von 1967 bis 2004 operierende und ebenfalls in Warnemünde beheimatete A. v. Humboldt und die 1976 in Dienst gestellte und von Kiel aus operierende Poseidon, die neben der bereits 1999 außer Dienst gestellten Valdivia durch die Maria S. Merian ersetzt werden. Für diese wurde eine Einsatzdauer bis 2040 vorgesehen.
Das Schiff mit der Baunummer 1566 wurde von der Kröger-Werft im schleswig-holsteinischen Schacht-Audorf gebaut und am 26. Juli 2005 von der Bundesministerin Edelgard Bulmahn getauft. Zwei Jahre zuvor, am 11. Juni 2003, erfolgte auf der ebenfalls zum Kröger-Konzern gehörenden Werft Maritim Ltd. im polnischen Danzig die Kiellegung. Die erste Probefahrt, bei der das Schiff und seine Ausrüstung unter Einsatzbedingungen getestet wurden, führte die Maria S. Merian ab dem 17. September 2005 in die Biskaya, die Iberische See, einen Bereich westlich der spanischen Atlantikküste und in den Bottnischen Meerbusen. Am 9. Februar 2006 erfolgte die Übergabe des Schiffes an das Institut für Ostseeforschung in Warnemünde. Sein Heimathafen ist damit Rostock. In der Zeit von August 2007 bis Mitte Dezember 2007 lag die Maria S. Merian aufgrund eines Antriebsschadens außerplanmäßig im Kieler Ostuferhafen. Dadurch fielen allein vier einmonatige Forschungsfahrten im nördlichen und mittleren Atlantik aus. Nach einer Probefahrt im Februar 2008 lief die Maria S. Merian von Las Palmas auf Gran Canaria mit Zielhafen Walfischbai in Namibia zu weiteren Reisen in den Südatlantik aus, ehe sie im Juni nach Emden in die Werft ging. Es wurde ein zusätzliches Kammermodul auf das 1. Aufbaudeck installiert. Die Gesamtanzahl von maximal 46 mitreisenden Personen hat sich dadurch nicht geändert, da das Freifallrettungsboot nicht mehr Platz bietet.
Das Schiff wurde am 28. Februar 2010 im Hafen von Limassol von der RoRo-Fähre Notos der Reederei Salamis Lines Ltd. gerammt. Dabei wurden das Heck und das Freifallrettungsboot beschädigt. Die Schäden wurden im September 2010 wieder behoben.